# Международный конвент российских немцев
«Международный конвент российских немцев» (нем. Internationaler Konvent der Russlanddeutschen e.V.) — общественная организация российских немцев, созданная в Германии в мае 2002 года Владимиром Бауэром и Генрихом Гротом. Целью создания объединения были провозглашены защита интересов и способствование улучшению жизни российских немцев в Германии. Руководство объединения считает себя преемником Всесоюзного общества советских немцев «Возрождение», одним из ключевых фигур которого в своё время был Генрих Грот.
В первое время после создания «Конвента» организация сотрудничала с немецкой карликовой ультраправой «Немецкой партией», в правление которой даже удалось попасть Генриху Гроту. На выборах 17 сентября 2006 года Грот участвовал также в качестве кандидата от ультраправой партии «Offensive D» на пост в городской сенат Берлина.
На сегодняшний день Грот, по-прежнему, является председателем правления «Конвента». Широкий общественный резонанс «Конвент» получил в январе-феврале 2016 года в связи с «делом Лизы из Берлина». Так, 23 января «Конвент» организовал митинги перед Ведомством федерального канцлера Германии, на которых сам Грот с трибуны обвинял берлинскую полицию в сознательном утаивании преступлений, совершенных беженцами.
По мнению председателя федерального правления Землячества немцев из России Вальдемара Айзенбрауна, кёльнские события новогодней ночи породили недоверие к немецкой полиции и юстиции, поэтому сообщение о случае с Лизой стало искрой, побудившей людей к активным действиям. Кроме того, Айзенбраун ничего не знает ни о «Конвенте российских немцев», ставшим одним из организатором митингов, ни о том, чьи интересы представляет эта организация. Проживающий в Москве представитель российских немцев, писатель и один из бывших функционеров общества «Возрождение» Гуго Вормсбехер называет «Конвент» фикцией, не имеющей базиса среди российских немцев в Германии.
По данным газеты Berliner Morgenpost, «Конвент» является неофициальной организацией, насчитывающей не более 50 членов, хотя и претендующей на то, чтобы говорить от лица всех русских немцев. Кроме того, по данным газеты, эта организация в прошлом имела связи с НДП. В частности сообщается, что сам Грот в 2006 году на местных выборах в Марцане-Хеллерсдорфе был кандидатом от сегодня более не существующей ультраправой партии Offensive D и сейчас открыто симпатизирует идеям движения ПЕГИДА.